# (617) Patroclo
(617) Patroclo es un asteroide perteneciente a los asteroides troyanos de Júpiter descubierto el 17 de octubre de 1906 por August Kopff desde el observatorio de Heidelberg-Königstuhl, Alemania.
Está nombrado por Patroclo, un personaje de la mitología griega, presunto amante de Aquiles.

## Características orbitales
Patroclo está situado en el punto de Lagrange L5 del sistema Sol-Júpiter, por lo que pertenece a los asteroides troyanos del campo troyano.

## Sistema binario
El 22 de septiembre de 2001, un equipo de astrónomos del observatorio Gemini descubrió el carácter binario de Patroclo. En ese momento, el segundo componente recibió la denominación provisional S/2001 (617) 1. Más adelante, en 2006, obtuvo la designación definitiva de (617) Patroclus I Menoetius, de Menecio, padre de Patroclo en la mitología griega. Se calcula que ambos objetos giran alrededor de su centro de masas a unos 680 km en 4,283 días. Posteriores estudios han propuesto que el cuerpo mayor tiene unos 106 km de diámetro y el menor 98 km.

## Composición
Debido a que su densidad es menor que la del agua, se cree que tanto Patroclo como Menecio son más parecidos a los cometas que a los asteroides y se sospecha que son planetesimales capturados por Júpiter durante la migración de los planetas gigantes.